# Fongueusemare
Fongueusemare is een gemeente in het Franse departement Seine-Maritime (regio Normandië) en telt 188 inwoners (2004). De plaats maakt deel uit van het arrondissement Le Havre.

## Geografie
De oppervlakte van Fongueusemare bedraagt 12,1 km², de bevolkingsdichtheid is 15,5 inwoners per km².
De onderstaande kaart toont de ligging van Fongueusemare met de belangrijkste infrastructuur en aangrenzende gemeenten.

## Demografie
Onderstaande figuur toont het verloop van het inwonertal (bron: INSEE-tellingen).